# Gristina
Gristina er en dansk kortfilm fra 2017 instrueret af Malte Pedersson og efter manuskript af Nanna Westh.

## Handling
Gristina er en ung gris, der bor med sin mor og 14 søskende på en lille gård på landet. Men Gristinas ambitioner rækker videre: Hun vil være smuk som en fotomodel. Gristina stikker af fra svinestien og opsøger et forsøgslaboratorium, hvor læger eksperimenterer med kosmetiske operationer. Hvad hun ikke ser, er, at hendes yngste lillesøster og største fan, Sofie, følger efter. Gristina gennemgår, til sin store fryd, en masse kosmetiske operationer, men bliver til sidst tvunget til at vælge mellem søsteren og livet som forsøgslaboratoriets feterede skønhedsdronning.